# Камышовый (Приморский край)
Камышо́вый — село в Хасанском районе Приморского края, входит в состав Краскинского городского поселения.

## Географическое положение
Село находится на берегу реки Камышовая, в 8 км от её впадения в бухту Экспедиции залива Посьета, на расстоянии 76 км (по автодорогам) от посёлка городского типа Славянка, административного центра района, и 240 км (по автодорогам) от города Владивосток, административного центра края.

## История
Село основано корейскими крестьянами в 1878 году под названием Фаташи. Первыми русскими переселенцами были забайкальские казаки и солдаты, позже стали приезжать крестьянские семьи из Тамбовской, Пензенской, Воронежской и Пермской губерний. К 1923 году в селе жили около двух десятков русских семей. В 1937 году был организован колхоз имени Сталина, который в 1958 году реорганизован в совхоз «Посьетский». Были построены животноводческие фермы, открыты сельский Дом культуры, школа. В 1972 году, в ходе программы по ликвидации китайских названий, селу присвовено наименование Камышовое, в 2011 году — Камышовый.

## Население
| 1897 | 2002 | 2005 | 2010 |
| ---- | ---- | ---- | ---- |
| 733  | ↘160 | ↘148 | ↘124 |

## Улицы
- ул. Заречная,
- ул. Лесная,
- ул. Новосёлов.

## Транспорт
Село связано автомобильной дорогой длиной 2 км с трассой А189 Раздольное — Хасан. Ближайшая железнодорожная станция Махалино находится на расстоянии 10 км к юго-востоку в посёлке городского типа Краскино.

## Известные уроженцы
- Пак, Пётр Павлович (1905—1963) — советский звеньевой, Герой Социалистического Труда.